# Hornavan
Hornavan er en svensk sø i øvre Skellefteälven i Arjeplogs kommune, sydlige Lappland. Hornavan er Sveriges dybeste sø, men en største dybde på 221 meter. Arealet svinger mellem 220 og 283 km².
- Wikimedia Commons har flere filer relateret til Hornavan

66°14′N 17°30′Ø / 66.233°N 17.500°Ø